# Thora Bratt
Thora Bratt (Christiania, 8 oktober 1889 – San Francisco, 14 november 1972) was een Noors/Amerikaans pianiste.
Ze werd geboren binnen het gezin van jurist Gustav Alexander Bratt (1853-1915) en Thora Eriksen (1859-1941). Ze trouwde in 1926 met militair en zanger Wallace Symons Buchanan (4 maart 1894-16 juni 1955) uit Fresno. Buchanan kreeg in 1926 muzieklessen in Holmenkollen, vlak bij Oslo.
Ze kreeg haar muzikale opleiding aan het Det Kongelige Danske Musikkonservatorium te Kopenhagen en Akademische Hochschule für Musik in Berlijn. Aanvullende lessen kreeg ze van Agathe Backer-Grøndahl en Dagmar Walle-Hansen. Al tijdens haar concertloopbaan gaf ze les aan het Conservatorium van Oslo. Ze kreeg in 1918 nog een studiebeurs van 5000 Noorse kroon. Tijdens haar Noorse periode speelde ze vaak werken van Johannes Brahms, maar ook van Johan Selmer en Hjalmar Borgstrøm.
Enkele concerten:
- 23 november 1914: samen met zangeres Katinka Storm;
- 15 februari 1916: samen met zanger Olav Sverre Dahl en Magda Sverre-Dahl in de zaal van Brødrene Hals
- 11 april 1916:  samen met zangeres Kitty Elverhoi en pianist Johan Backer Lunde met werken van Edvard Grieg en Frédéric Chopin
- 14 september 1917: samen met violist Max Rosen
- 2 november 1920 met Ignaz Neumark in werken van Claude Debussy
- 17 september 1927 met violiste Stefi Geyer in een werk van Béla Bartók
- mei 1952: het echtpaar Buchanan
- mei 1953: Oakland, Californië